# Papaveri e papere (programma televisivo)
Papaveri e papere è stato un programma televisivo italiano di intrattenimento, trasmesso da Rai 1 il sabato sera per cinque serate in diretta dall'Auditorium del Foro Italico in Roma, dal 4 marzo all'8 aprile del 1995, ideato da Michele Guardì che ne ha curato anche la regia, Giovanna Flora, Alberto Testa e Rory Zamponi. La grande orchestra nazionale della Rai era diretta dal maestro Bruno Canfora, alla sua ultima apparizione televisiva prima di ritirarsi dalle scene. La scenografia era curata da Luciano Ricceri.
Il titolo del programma rendeva omaggio alla celebre omonima canzone di Nilla Pizzi, adoperata anche come sigla. Avrebbe dovuto cantarla la stessa Pizzi ma, a causa di una caduta, furono Baudo e Magalli ad interpretarla.
La prima puntata del 4 marzo 1995 venne ritrasmessa in replica il 17 agosto 2025, in prima serata su Rai 1 per omaggiare Pippo Baudo, scomparso il giorno precedente.

## Il programma
Il programma, nato in ventidue giorni per sfruttare l'onda del successo sanremese e contrastare il nuovo programma del Bagaglino sbarcato a Mediaset, aveva la conduzione di Pippo Baudo e Giancarlo Magalli, con la partecipazione di vallette/co-conduttrici diverse per ciascuna puntata (Alba Parietti, Anna Falchi, Claudia Koll, Milly Carlucci e Francesca Dellera). Il varietà ripercorreva i quarantacinque anni del Festival di Sanremo attraverso curiosi aneddoti e grandi successi musicali sanremesi, interpretati da diversi cantanti. Si ricorda anche la simpatica presenza di Gianni Ippoliti cui spettava il compito di scovare e mostrare le varie "papere", ossia le diverse gaffes, avvenute al Festival di Sanremo negli anni passati. Durante la trasmissione veniva dato spazio alle "memorabilia" legate al festival raccolte nel foyer dell'Auditorium dal cantante Erio Tripodi, creatore del museo della canzone di Vallecrosia, e spesso oggetto di quiz rivolti ai telespettatori.

## Puntate
| Puntata | Data           | Valletta          | Ospiti | Telespettatori | Share  |
| ------- | -------------- | ----------------- | --- | -------------- | ------ |
| 1       | 4 marzo 1995   | Alba Parietti     | Mia Martini, Giorgia, Michele Zarrillo, Pooh, Paolo Bonolis, Massimo Ranieri, Gianni Morandi e Barbara Cola                                  | 8.723.000      | N.D.   |
| 2       | 11 marzo 1995  | Anna Falchi       | Amedeo Minghi, Ivana Spagna e Barbara Cola, Fabrizio Frizzi, Toto Cutugno, Gino Bramieri, Neri per Caso                                      | 8.634.000      | N.D.   |
| 3       | 18 marzo 1995  | Claudia Koll      | Fausto Leali, Amii Stewart, Antonella Arancio, Nino Frassica, Renzo Arbore, Luca Barbarossa                                                  | 7.768.000      | N.D.   |
| 4       | 1º aprile 1995 | Milly Carlucci    | Milva, Aleandro Baldi, Peppino Di Capri, Gigi Proietti, Stefano Palatresi                                                                    | N.D.           | N.D.   |
| 5       | 8 aprile 1995  | Francesca Dellera | Barbara Cola, Mia Martini, Ivana Spagna, Pooh, Andrea Bocelli, Loretta Goggi, Massimo Ranieri, Massimo Lopez, Paolo Bonolis, Fabrizio Frizzi | 7.221.000      | 30,51% |